# Jan Paweł Gomoliński
Jan Paweł Gomoliński herbu Jelita (zm. 1711) – biskup kijowski od 1698, opat wąchocki, sekretarz królewski, proboszcz płocki.

## Życiorys
W czasie bezkrólewia 1696 poparł kandydaturę saską, pożyczał pieniądze elektorowi Fryderykowi Augustowi I. Dzięki temu pozyskał sobie zaufanie Augusta II, który popierał jego kandydaturę do urzędów kościelnych. W 1698 wysłany z misją dyplomatyczną do Wiednia, gdzie miał uzgadniać warunki zawarcia pokoju. 8 września 1698 wydał memoriał Memoriale S. C. Maiestati... propositum nomine...Regis Polonorum...a...Gomoliński...Ablegato Extra ordinario ... ad Imperatorem die 8 Septem. 1698 ad Puncta...ad Tractatus Pacis cum Portha Ottomana pertinentia, w którym uroczyście zaprotestował przeciwko zawarciu osobnego pokoju Austrii i Wenecji z Turcją na warunkach uti possidetis, bez uwzględnienia interesów polskich.
Popadł w osobisty spór z rodziną Załuskich. W 1701 brał udział wraz z królem w spotkaniu z carem Piotrem I w Birżach. W styczniu 1702 roku podpisał akt pacyfikacji Wielkiego Księstwa Litewskiego. W styczniu 1702 mianowany podkanclerzym koronnym, na życzenie króla odstąpił ten urząd Janowi Kazimierzowi de Alten Bokum. 13 września 1704 brał udział w zjeździe w Jaworowie a 21 sierpnia 1704 w radzie obozowej pod Łańcutem.  Był członkiem konfederacji sandomierskiej 1704 roku.
Przeszedł na stronę Stanisława Leszczyńskiego, który w 1706 obdarzył go ekspektatywą na biskupstwo poznańskie. 26 grudnia 1707 i 17 grudnia 1708 interweniował wraz z biskupem chełmińskim Teodorem Potockim i kanclerzem wielkim koronnym biskupem Andrzejem Stanisławem Załuskim u nuncjusza w sprawie uznania Stanisława Leszczyńskiego przez papieża Klemensa XI. Był uczestnikiem Walnej Rady Warszawskiej 1710 roku.